# Miguel García Tébar
Miguel Ángel García Tébar, mais conhecido como Miguel García (Albacete, 26 de setembro de 1979), é um ex futebolista espanhol que atuava como volante.
Dez anos de sua carreira profissional - interrompida aos 31 anos de idade, devido a problemas cardíacos - foram gastos em Segunda Divisão, onde coletou 163 aparições por cinco equipes diferentes.

## Carreira
Nascido em Albacete, Castela-Mancha, García fez a sua estreia profissional em sua cidade natal no Albacete Balompié, mas só atuou em 15 partidas na equipe principal durante quatro estações, que também incluiu um curto período no La Coruña B na terceira divisão por em empréstimo.
Posteriormente García jogou mais três anos no terceiro nível, com o Real Zaragoza B e Ponferradina. Em 2005, com 26 anos, ele assinou com Castellón na segunda divisão, atuando mais duas temporadas com outra equipe nessa categoria, o Cádiz, assinando com o clube da Andaluzia, uma vez que tinha acabado de ser rebaixado da primeira divisão - em 2008.
Depois de dois anos com o Las Palmas, ainda no segundo nível, aos 31 anos de idade García assinou com o Salamanca, também nessa divisão. Em 24 de outubro de 2010, Miguel sofreu uma parada cardíaca durante uma partida contra o Betis válido pela Segunda Divisão do campeonato Espanhol. Aos 61 minutos de jogo Miguel desabou em campo, sendo prontamente atendido pelos paramédicos presentes no local que conseguiram reanimá-lo após massagens cardíacas. Ficou diagnosticado, que o coração do atleta ficou parado durante 4 minutos. Miguel deixou o estádio de ambulância e ficou em observação no Hospital Universitário de Salamanca.
Após o trágico evento, o clube de García elogiou a "intervenção rápida e eficiente" dos médicos de ambos os times, Salamanca e Betis, responsáveis por salvar a vida do jogador. Pouco antes de deixar o hospital, foi anunciado pela equipe médica que Miguel teria que se aposentar do futebol imediatamente.